# Курчевский, Леонид Васильевич
Леонид Васильевич Курчевский (22 сентября 1890 (по другим данным 1891), Переславль-Залесский — 26 ноября 1937) — русский и советский изобретатель в области вооружений.

## Биография
Родился в семье учителя рисования.
Среднее образование получил во 2-й Московской гимназии (1911), затем два года учился на физико-математическом факультете Московского университета. С 1914 года работал лаборантом в педагогическом институте имени П. Г. Шелапутина.
В 1916—1918 годах заведовал КБ Московского военно-промышленного комитета, где изобрёл станок для метания гранат.
В 1918—1920 годах возглавлял лабораторию в Комитете по делам изобретений ВСНХ и одновременно работал в автосекции транспортного отдела того же Комитета.
В 1921—1922 годах служил в Комиссии по звуковой разведке.
В 1922—1924 годах руководил мастерской-автолабораторией при Комиссии по делам изобретений.
Известен своими работами в области динамореактивных (безоткатных) пушек (ДРП), которыми занимался с 1923 года.
В 1924 году осуждён на 10 лет за растрату казённого имущества и средств (якобы использованных им на постройку вертолёта). Находясь в заключении в Соловецком лагере особого назначения, продолжал заниматься изобретательской деятельностью, построил опытный вариант динамореактивной пушки. В начале 1929 года досрочно освобождён.
С января 1930 года был главным конструктором ОКБ-1 ГАУ.
В начале 1934 года специально для Курчевского организовано Управление уполномоченного по специальным работам. Им создано несколько десятков типов ДРП калибром от 37 до 420 мм, в том числе 76-мм «батальонная пушка Курчевского» БПК, авиационная динамореактивная пушка, выпускавшаяся под индексом «авиационная пушка Курчевского» АПК и другие. Испытания многих из этих образцов проводились на подмосковном Кунцевском полигоне АБТУ РККА, западнее города Кунцево. Курчевский стремился охватить весь спектр артиллерийского вооружения: помимо полевой артиллерии были построены вооружённые 76-мм безоткатными авиационными пушками АПК истребители ИП-1, И-12, И-14, ДИП-1, АНТ-46 и другие, 305-мм гаубицу устанавливали на автомобиль, 305-мм ДРП устанавливалась на эсминец «Энгельс» в 1934 году, 152-мм — на торпедный катер и т. д. Пользовался большой поддержкой начальника вооружений РККА М. Н. Тухачевского, наркома тяжёлой промышленности и члена Политбюро ЦК ВКП(б) Серго Орджоникидзе, которую использовал для продвижения своих проектов.

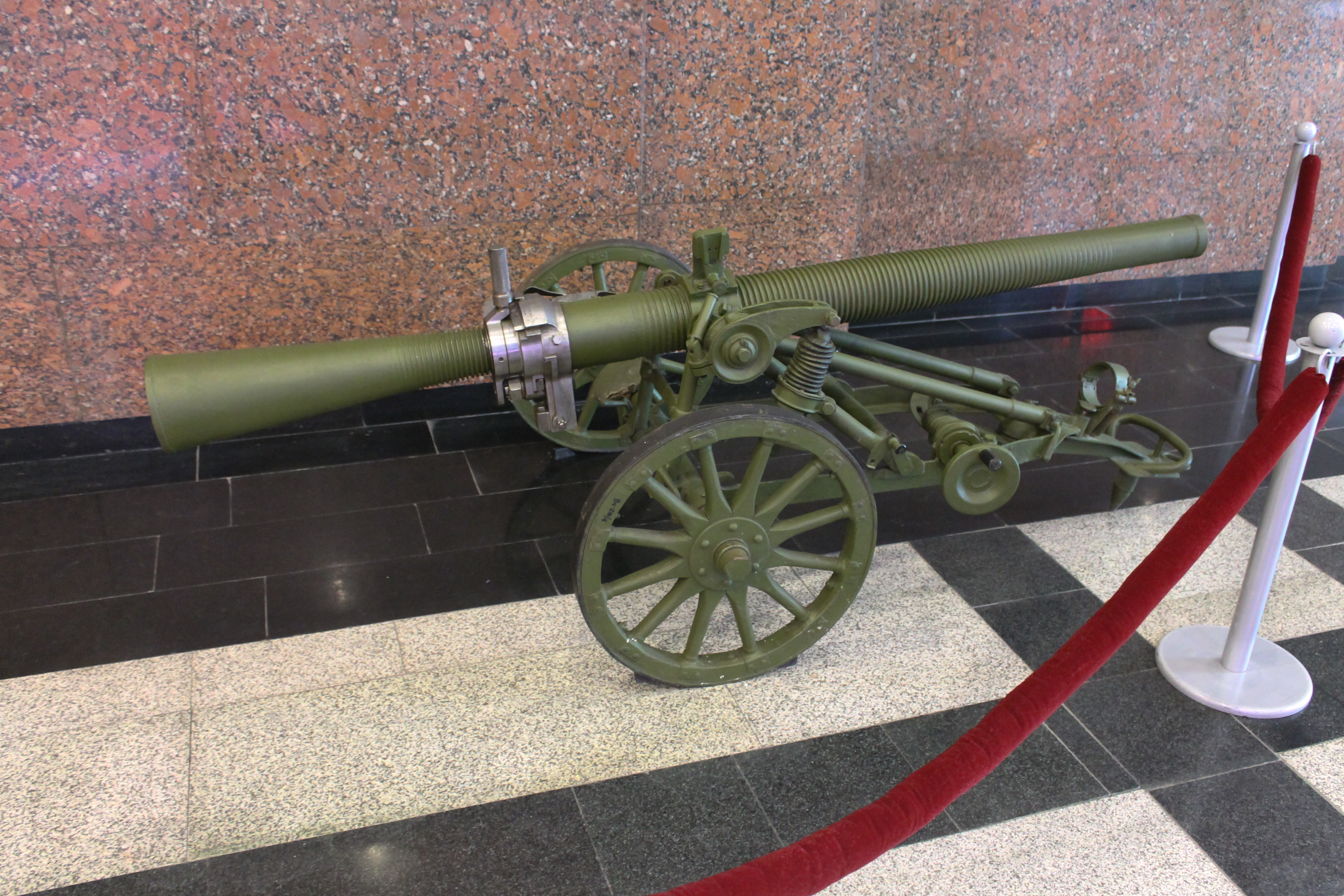
76-мм батальонная пушка Курчевского

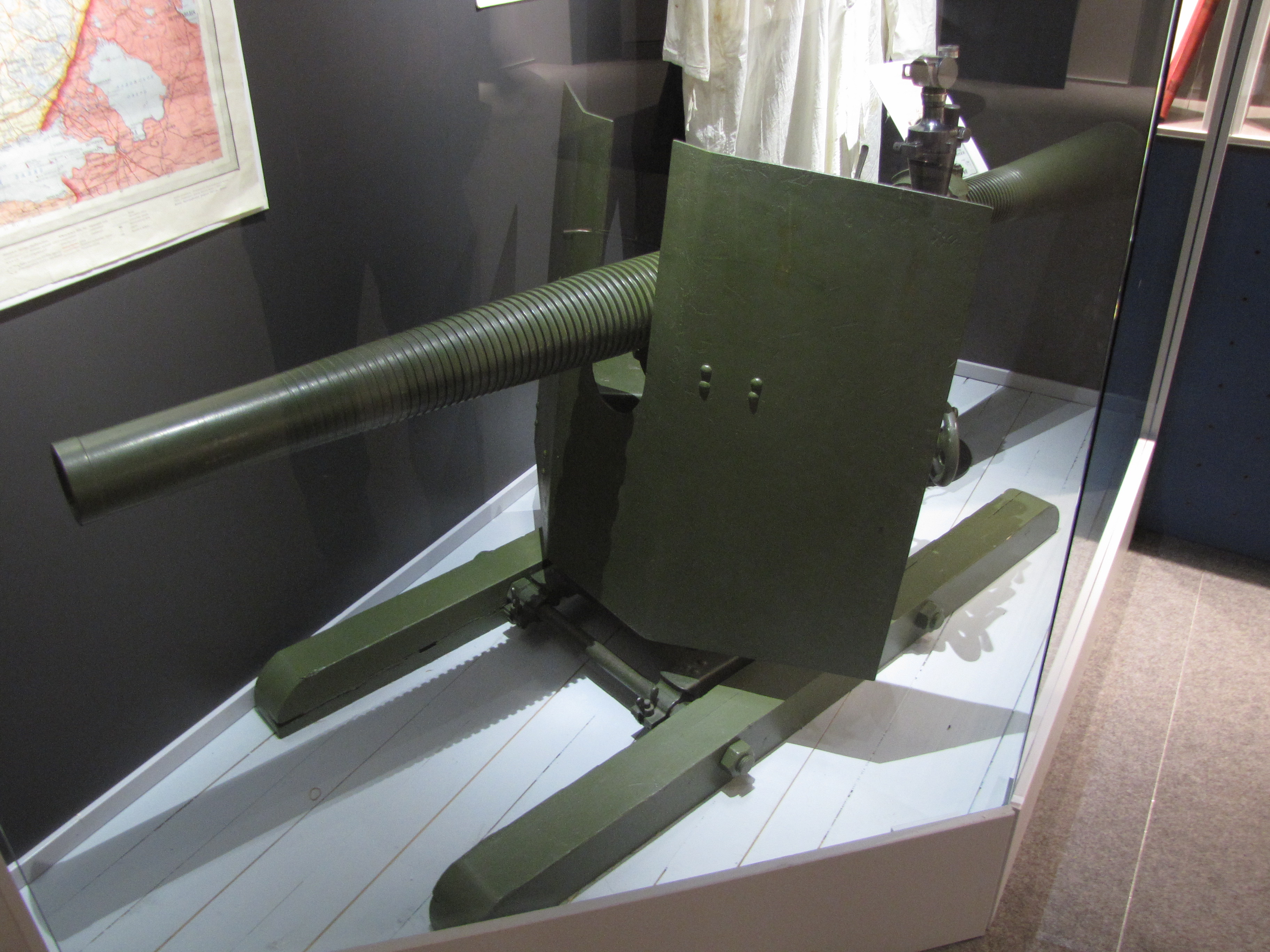
Динамореактивная пушка Курчевского, снятая финнами с захваченной самоходки СУ−4 (она же СПК) на шасси ГАЗ−ТК

Среди других разработок Курчевского — аппарат для метания гранат, полярная лодка-вездеход, трёхосный вездеход на колёсном и гусеничном ходу, крылатая торпеда, глиссер.

Во всех своих безоткатных (динамореактивных) орудиях Курчевский использовал только одну схему — нагруженный ствол. Для первых образцов Курчевский просто брал какую либо обычную пушку, отреза́л казённую часть, а вместо него вставлял сопло Лаваля (воронку). При этом внутреннее устройство ствола оставалось без изменений. Недостатками нагруженного ствола являлись большой вес и высокая стоимость. Кстати, после 1945 г. ни одна страна мира не приняла на вооружение безоткатное орудие с нагруженным стволом. Курчевским была разработана и система заряжания безоткатных орудий. В неавтоматических орудиях (ВПК, СПК, КПК и др.) заряжание вручную производилось с казны, затвор имел сквозные отверстия и сдвигался при заряжании заодно с воронкой. Гильза была штатная латунная от обычного орудия того же калибра, но с двумя отверстиями в дне для выхода газов в воронку и сбоку для воспламенения заряда.
Все автоматические пушки (авиационные, танковые, 152-мм морские и т. д.) были устроены одинаково. Заряжание производилось с дула унитарными патронами с гильзами из нитроткани. Патроны перемещались к дулу по цилиндрическому магазину, расположенному над стволом, а далее попадали в лоток перед дульным срезом, оттуда специальным устройством досылались в канал ствола. Все операции производились пневматическим приводом, сжатый воздух подавался из специального баллона. Понятно, такая автоматика не могла обеспечить высокий темп стрельбы.
Гильза из нитроткани по проекту должна была полностью сгорать, но делать этого она не хотела, да ещё и рвалась в магазине при подаче. В результате происходили систематические отказы при подаче и разрывы ствола. Кстати, проблема создания полностью сгорающих гильз до сих пор до конца не решена.
— Александр ШИРОКОРАД, "ФЕНОМЕН КУРЧЕВСКОГО"

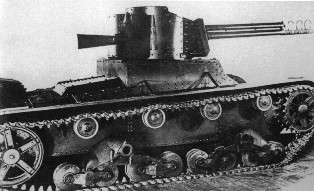
T-26 с пушкой Л. В. Курчевского

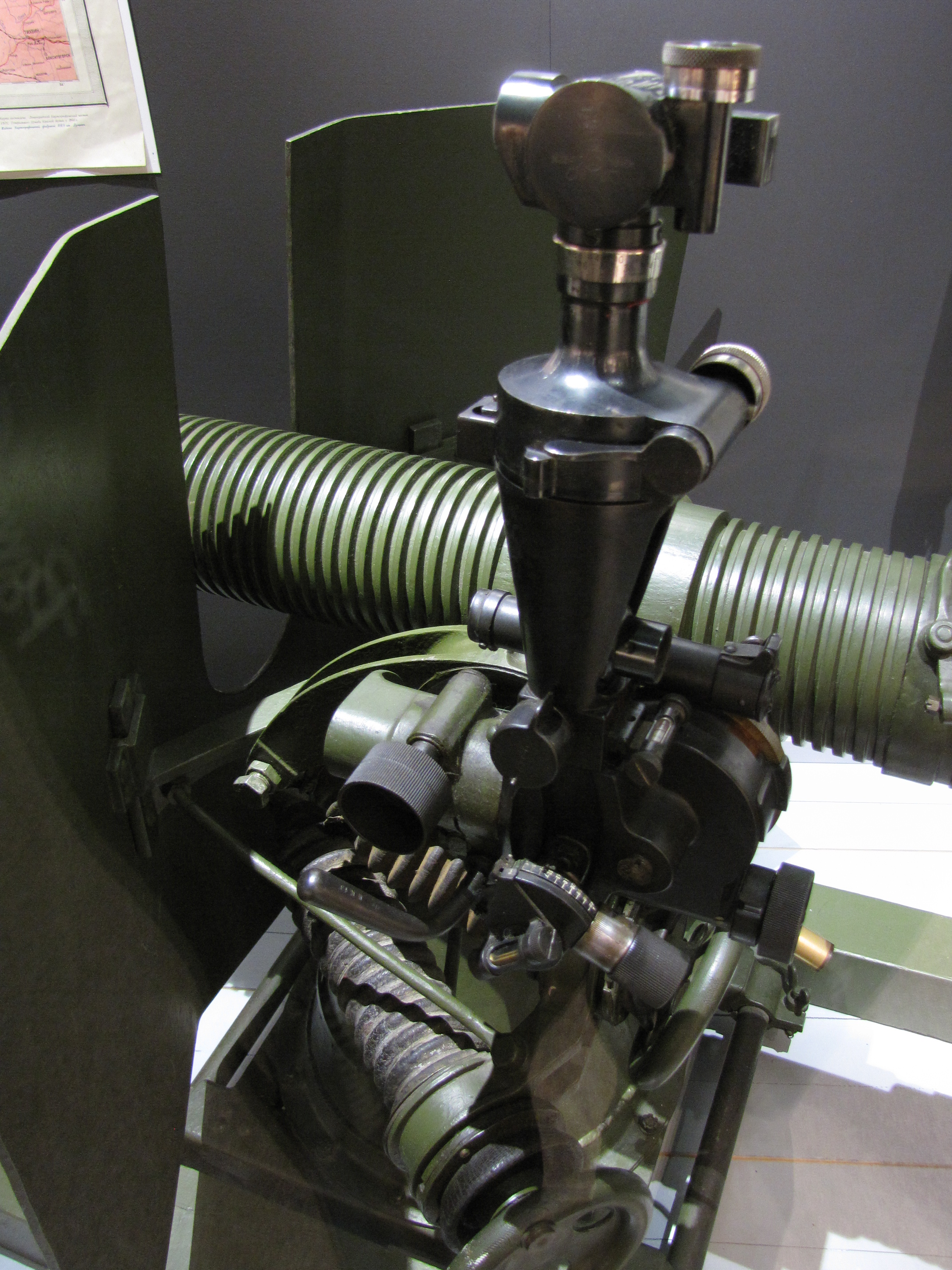
Панорамный прицел пушки в хельсинкском музее

В конце 1933 года, по предложению М. Тухачевского, прорабатывалась установка в одной из башен танка Т-26 76-мм безоткатной пушки конструкции Курчевского, но проведённые 9 марта 1934 года испытания показали ряд недостатков такого орудия — общая недоведённость конструкции, неудобство заряжания на ходу, образование позади орудия при выстреле струи раскалённых газов, опасной для сопровождающей пехоты — в результате чего дальнейшие работы в этом направлении были прекращены.
Изготовленные образцы подобных орудий имели большое количество неустранимых недостатков, их характеристики не соответствовали заявленным. Тяжесть последствий авантюрного решения усугублялась тем, что М. Н. Тухачевский, занимая должность начальника вооружений РККА, решил полностью перевооружить артиллерию РККА безоткатными орудиями. И в период с 1931 по 1935 годы почти все артиллерийские заводы СССР работали по заданиям Курчевского[прояснить]. В итоге же все авиационные, корабельные, танковые, горные, зенитные и др. пушки Курчевского оказались полностью небоеспособными.
В 1937 году Курчевский был арестован по обвинению в создании неперспективных систем вооружений по заданию Тухачевского и 25 ноября 1937 года приговорён к высшей мере наказания. Дата смерти по одним данным — 26 ноября 1937 года, по другим — 12 января 1939 года. Похоронен в одной из братских могил репрессированных рядом с Донским монастырём (Новое Донское кладбище, Москва).
Реабилитирован в 1956 году.

## Семья

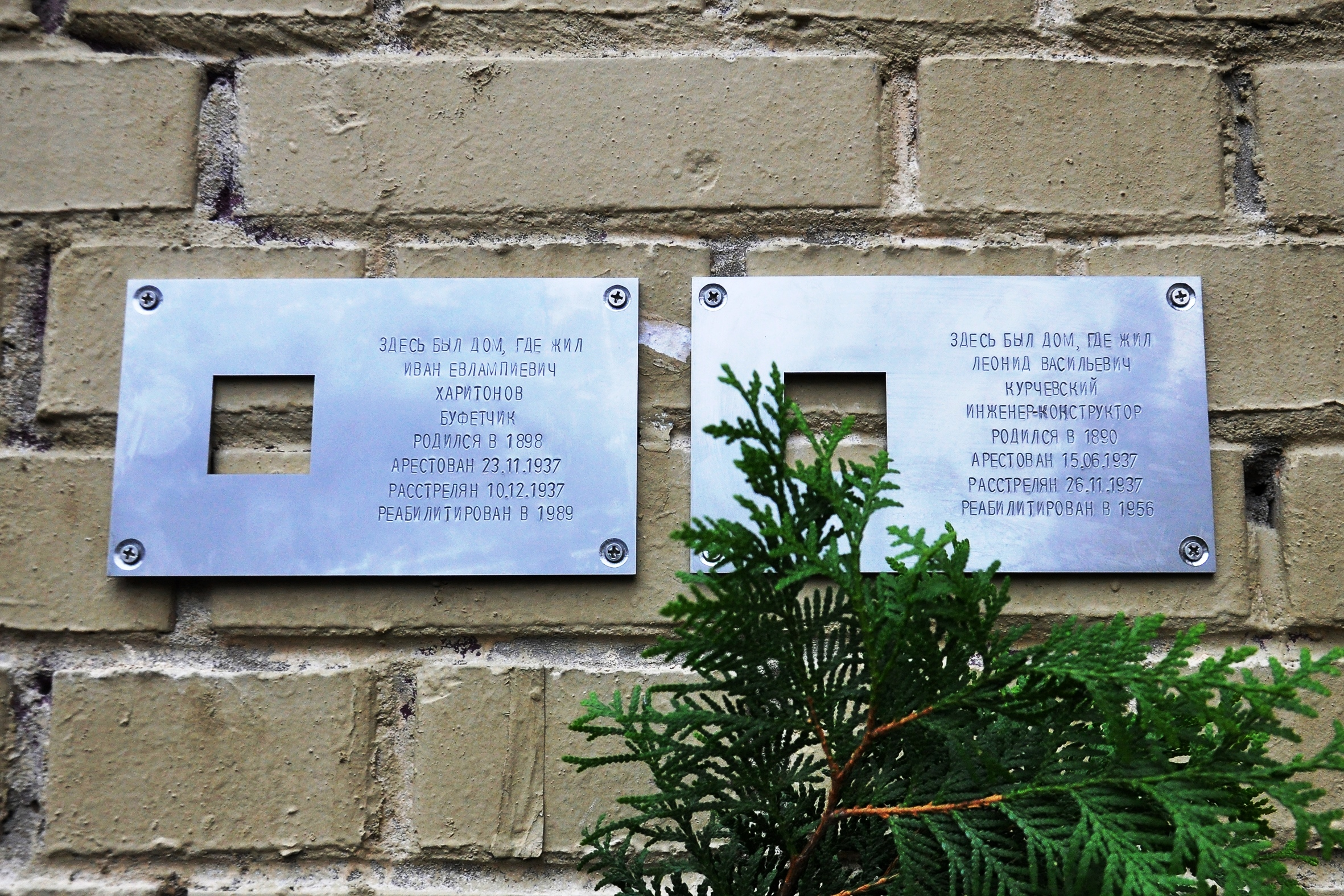
Последний адрес на доме, в котором жили Курчевские

- Жена — Мария Фёдоровна Курчевская (Курчевская-Станкова; урожд. Костина; 1898—1987); арестована 17 июля 1937 года и осуждена 28 декабря 1937 ОСО при НКВД СССР на 8 лет ИТЛ как «член семьи изменника Родины» (ЧСИР). Отбывала срок в АЛЖИРе — Акмолинском лагере жён изменников Родины в Казахстане. Освобождена 21 марта 1944 года[10].